# Vit Klemes
Vit Klemes (* 30. April 1932; † 8. März 2010) war ein kanadischer Hydrologe tschechischer Abstammung. 

## Leben
Klemes erlangte seinen Diplom-Abschluss als Bauingenieur an der Technischen Universität Brünn, danach eine Aspirantur in Hydrologie an der Slowakischen Technischen Universität Bratislava, und promovierte an der Tschechischen Technischen Universität Prag.
Nach dem sowjetischen Einmarsch als Folge des Prager Frühlings emigrierte seine Familie im September 1968 nach Kanada. An der University of Toronto erhielt er eine Stelle als Associate Professor, zuerst an der Fakultät für Maschinenbau, danach am Institute of Environmental Sciences and Engineering. 1972 bekam er eine Forschungsstelle für Hydrologie am National Hydrology Research Institute of Environment Canada, wo er nach dem Umzug des Instituts von Ottawa nach Saskatoon als Forschungsleiter tätig war. Dort blieb er 17 Jahre lang. Von 1990 bis 1999 war er Berater für Wasserbewirtschaftung in Victoria (British Columbia). 
Während seiner Laufbahn hat Klemes über 150 Arbeiten veröffentlicht und weltweit an vielen Universitäten gelehrt. Er war Visiting Professor am California Institute of Technology, der ETH Zürich, der Monash University in Melbourne, der Universität für Bodenkultur Wien, der Universität Karlsruhe, und Invited Professor am Institut national de la recherche scientifique (INRS) an der Université du Québec.

## Auszeichnungen
1987 wurde Klemes Präsident der International Association of Hydrological Sciences (IAHS). Er erhielt mehrere Forschungspreise, u. a. die Goldmedaille der slowakischen Akademie der Wissenschaften (1993), den International Hydrology Prize von der IAHS (1994), den Ray K. Linsley Award vom American Institute of Hydrology (1995), und den Ven te Chow Award von der American Society of Civil Engineers (1998).